# Sundariket

Sunda- och Galuhriket

Sundariket var ett hinduiskt kungarike på västra Java från 669 till 1579. Det omfattade grovt området väster om floden Pamali (Brebes), det vill säga Banten, Jakarta, Västra Java, och västra delen av centrala Java.

## Grundande
Sundariket skapades när dess föregångare Tarumanagarariket kollapsade efter en invasion från Shrivijayariket år 669 och föll samman i Galuhriket och Sundariket. Den sista monarken av Tarumanagara efterträddes av sin svärson, Tarusbawa, vasall av Sunda Sambawa. Tarusbawa tog kontroll över vad som fanns kvar av Tarumanagara. En annan av Tarumanagarariket före detta vasaller, Wretikandayun av Galuh, vars son var svärson till drottning Shima av Kalingga, krävde med stöd av Kalingga att Tarumanagarariket skulle delas upp i två riken. Tarusbawa kände sig tvingad att gå med på det, och riket delades år 670 upp i två på var sin sida om floden Ci Tarum: Sundariket under Tarusbawa i väst, och Galuhriket under Wretikandayun i öst.  

## Historia
Tarusbawas efterträddes år 723 av prins Sanjaya av Galuh, sonson till kung Wretikandayun av Galuh och dotterson till drottning Shima av Kalingga, som var gift med hans sondotter och tronarvinge, Tejakencana av Sunda. Sanjaya, som hade erövrat Galuhs tron och ärvt sin mormors kungarike Kalingga, grundade år 732 kungariket Medang. Han överlät då Sundariket åt sin son med Tejakencana, Rakeyan Panaraban. Sundariket blev därmed inte infogat under Medangriket utan överlevde som separat rike. Galuhriket infogades däremot i Sundariket. Det låg 739-1019 under Shrivijayarikets överhöghet men behöll sin självständighet. 
Sundariket erövrades aldrig av Majapahitriket trots att det besegrades vid det berömda Slaget vid Bubat 1357, och det upplevde en sista blomstring under kung Sri Baduga Maharaja (1482–1521), vars regeringstid har kallats en gyllene tidsålder. 
Vid samma tid började samtidigt dess nedgång på grund av islams snaba spridning på Java och uppkomsten av muslimska sultanat, av vilka en av dem, sultanatet Demak, slutligen besegrade Majapahitriket. Vid Majapahitrikets fall var Sunda i västra Java och Blambangan i dess östra spets de enda icke muslimska stater som återstod på ön. Som skydd mot de muslimska sultanatens expansion slöt Sunda år 1522 ett försvarsavtal med portugiserna på Malacka, som övertalades att bygga ett fort på ön i utbyte mot ett handelsavtal. Det hela resulterade i strider som ledde till att Jakarta erövrades av Fadillah Khan av Paletehan och en massaker på portugiserna. De återstående årtiondena av rikets existens handlar om en långsamt erövring av de muslimska sultanaten tills den sista resten av Sundariket slutligen erövrades av sultanatet Banten från Raja Mulya (r. 1567-1579).

## Kultur och ekonomi
Riket livnärde sig främst på risodling och export av peppar. Dess religion var hinduism, och det nämns att det förekom hinduiska sedvänjor som änkebränning. Hinduismen var emellertid uppblandad med lokala religioner, och dess mest populära gudom uppges ha varit risgudinnan Dewi Shri. 

## Eftermäle
Sundariket betraktas som en blomstringstid för inhemsk kultur i Indonesien och har därför ofta hyllats i fiktion, särskilt av sundaneserna. 